# Mammillaria bocensis
Mammillaria bocensis (укр. Мамілярія бокензис) — сукулентна рослина з роду мамілярія родини кактусових.

## Ареал та екологія
Mammillaria hutchisoniana є ендемічною рослиною Мексики. Ареал розташований у штатах Сонора, Синалоа, Халіско і Наярит, на висоті від майже рівня моря до 900 метрів заввишки. Мешкають на солоних низинах прибережних площин, ростуть під кущами, неподалік від берега моря.

## Морфологічний опис
Рослини зазвичай поодинокі, іноді з віком утворюють групи.
| Орган              | Опис |
| Коріння            | |
| Стебло             | від приплюснуто-кулястого до коротко-циліндричного, 8-9 см в діаметрі або більше, 5 або 6 см заввишки або вищі з віком.                              |
| Епідерміс          | темно-зелений з червонуватим до багрянистого відтінком при повному освітленні.                                                                       |
| Маміли             | тверді, пірамідальні, кілевідние, з молочним соком.                                                                                                  |
| Ареоли             | |
| Аксили             | з невеликою кількістю пуху або голі, щетинки відсутні.                                                                                               |
| Центральні колючки | 1, червонувато-коричневі з темнішими коричневими або чорними кінцями, прямі або трохи згинаються, сильніші і довгі ніж радіальні, завдовжки 8-15 мм. |
| Радіальні колючки  | 6-8, прямі, голчасті, від вапняно-білого до червоного відтінку з коричневими або чорними кінцями, завдовжки 5-14 мм, досить міцні.                   |
| Квіти              | широкі, воронкоподібні, від блідо-рожевих до зелених з коричневими центральними прожилками, завдовжки 15-20 мм.                                      |
| Плоди              | численні, булавоподібні, червоні. |
| Насіння            | коричневе. |

## Охоронні заходи
Mammillaria bocensis входить до Червоного Списку Міжнародного Союзу Охорони Природи уразливих видів (VU) через відносно невеликий, сильно фрагментований ареал (площею 15 000 км²), і постійну загрозу скорочення площі проживання через розширення сільськогосподарських угідь, зокрема пасовищ. В жодній з природоохоронних територій цей вид не відмічений.
Охороняється Конвенцією про міжнародну торгівлю видами дикої фауни і флори, що перебувають під загрозою зникнення (CITES).